# کارینا اسمیرنوف
کارینا اسمیرنوف (روسی: Карина Смирнова؛ زادهٔ ۲ ژانویهٔ ۱۹۷۸) رقصنده اهل اوکراین است. او از دانش‌آموختگان دانشگاه فوردهام است.